# Mali na Mistrzostwach Świata w Lekkoatletyce 2009
Mali na Mistrzostwach Świata w Lekkoatletyce 2009, reprezentowane było przez zaledwie dwoje sportowców - jedną kobietę i jednego mężczyznę. Żadnemu z zawodników nie udało się zdobyć medalu na tym czempionacie.

## Występy reprezentantów Mali
Kobiety - bieg na 100 m
- Yah Soucko Koïta - 42. miejsce w kwalifikacjach z wynikiem 12.16 sek. nie awansowała dalej.

Mężczyźni - bieg na 400 m ppł
- Ibrahima Maïga - 26. miejsce w kwalifikacjach z wynikiem 15.70 sek. nie awansował dalej.